# PDFtk
PDFtk — консольная программа для выполнения различных операций с отдельными страницами или многостраничными документами в формате PDF.
PDFtk является свободным программным обеспечением, написанным на языках программирования C++ и Java, предназначенным для работы в Linux, Mac OS X и других UNIX-подобных операционных системах, и Windows. Основан на библиотеке iText. Имеется графический интерфейс для Linux — программа PDFChain.

## Функции
Операции со страницами PDF-документа:
- объединение и разделение;
- извлечение;
- добавление и удаление;
- поворот на 90° или 180°;
- добавление фона («водяных знаков») или других знаков на передний план.

## Редакции
| Версия       | Слияние страниц | Разделение страниц | Вращение страниц | Установка защиты документа | Водяные знаки | Дополнительные возможности | Стоимость |
| ------------ | --------------- | ------------------ | ---------------- | -------------------------- | ------------- | -------------------------- | --- |
| PDFtk Free   | Да              | Да                 | Нет              | Нет                        | Нет           | Нет                        | Бесплатно |
| PDFtk Pro    | Да              | Да                 | Да               | Да                         | Да            | Нет                        | $3.99 |
| PDFtk Server | Да              | Да                 | Да               | Да                         | Да            | Да                         | бесплатно; $79 (коммерческая лицензия с годовой подпиской на техническую поддержку); $995 (коммерческая лицензия, позволяющая использовать PDFtk Server внутри собственного ПО) |

Дополнительные возможности:
- Шифрование/дешифровка документа (по паролю);
- Генерация шаблонов данных и форм;
- Чтение/создание метаданных, закладок, метрик;
- Разделение документа на отдельные страницы;
- Распаковка/запаковка документа;
- Добавление/удаление файлов к PDF документу;
- Восстановление поврежденного PDF-файла (по возможности).

## Пример
В следующем примере приведена команда для формирования нового документа (result.pdf), состоящего из первой страницы документа file1.pdf, документа file2.pdf целиком и второй страницы документа file1.pdf:
```
pdftk A=file1.pdf B=file2.pdf cat A1 B A2 output result.pdf
```